# Yuan Shikai
Yuan Shikai (ur. 16 września 1859, zm. 6 czerwca 1916) – chiński generał i polityk. Odegrał ważną rolę zarówno w obaleniu dynastii Qing, jak i będąc prezydentem w pierwszych latach istnienia Republiki Chińskiej.
Uważany za postać kontrowersyjną, przede wszystkim z powodu dążenia do dyktatury i próby przywrócenia monarchii w 1916.

## Dzieciństwo
Urodził się 16 września 1859 w rodzinie rolniczej we wsi Zhangyingcun (張營村), w północnej części prowincji Henan. W 1866 został adoptowany przez urzędnika związanego z Li Hongzhangiem. Kilka lat później rodzina Yuanów przeniosła się w bardziej górzysty teren, gdzie wzniosła ufortyfikowaną osadę Yuanzhaicun (袁寨村).
Yuan Shikai próbował podjąć pracę w administracji, jednak dwukrotnie nie zdał egzaminów urzędniczych. Wykorzystując pozycję ojca, w 1880 przekupił odpowiednie władze, uzyskując stopień oficerski, po czym wstąpił do armii cesarskiej w Tengzhou w prowincji Shandong.
W 1876 ożenił się po raz pierwszy. Z małżeństwa tego w 1878 narodził się syn Keding (克定). Do końca życia Yuan był żonaty dziesięciokrotnie.

## Korea
W 1882 wziął udział w ekspedycji wysłanej do Korei celem stłumienia antychińskiego powstania. W 1884 został mianowany szefem sztabu chińskiego garnizonu w Seulu, a w 1885 otrzymał stanowisko namiestnika Korei. Piastując to stanowisko prowadził brutalną politykę, zmierzającą do jak największego ograniczenia autonomii tego kraju.
Po wybuchu wojny chińsko-japońskiej w 1894 Yuan stanął na czele liczącego 7000 żołnierzy chińskiego korpusu, zorganizowanego na wzór armii niemieckiej.

## Służba na dworze cesarskim

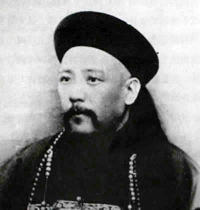
Yuan jako gubernator prowincji Shandong

Po powrocie z Korei Yuan otrzymał dowództwo tworzonej w Pekinie nowoczesnej, zorganizowanej na wzór zachodni Nowej Armii.
W okresie stu dni reform związał się z reformatorskim stronnictwem Kang Youweia, po czym zdradził ich plany Rong Lu, jednemu z najbliższych współpracowników cesarzowej Cixi. Po przewrocie pałacowym stał się faworytem cesarzowej i w następnych latach piastował wysokie stanowiska na dworze.
Jako gubernator prowincji Shandong (od grudnia 1899) podczas powstania bokserów odmówił podporządkowania się cesarskiemu rozkazowi nakazującemu poprzeć powstańców i na podległym sobie obszarze krwawo tłumił buntowników. Po jego stłumieniu został w 1901 mianowany gubernatorem Zhili; stał się jednym z głównych inicjatorów reform dotyczących przede wszystkim modernizacji armii i szkolnictwa na wzór zachodni. Stopniowo skupiał w swoich rękach coraz większą władzę, obejmując stanowiska naczelnego zarządcy kolei (1902), doradcy Komitetu Rządowego, naczelnego dyrektora ds. handlu, prezesa Towarzystwa Żeglugi, naczelnego dyrektora poczt i telegrafów (1903) oraz członka i pierwszego doradcy Komitetu Reorganizacji Armii. W 1904 stanął także na czele utworzonej według wzorców japońskich Nowej Armii, utrzymywał dobre stosunki z cudzoziemcami, a w 1907 zainicjował utworzenie w Tiencinie pierwszego zgromadzenia powiatowego.
W 1907 został odwołany ze stanowiska gubernatora Zhili, mianowany natomiast honorowym członkiem Rady Wojennej został przeniesiony do Ministerstwa Spraw Zagranicznych.
Po śmierci cesarzowej Cixi został w styczniu 1909 usunięty z zajmowanych stanowisk przez księcia Zaifenga i zamieszkał pod kuratelą w swoim domu we wsi Huanshang, gdzie zajmował się pisaniem poezji. Jego dymisja wywołała ostry protest przedstawicieli mocarstw kolonialnych w Chinach. Otrzymał gwarancje bezpieczeństwa ze strony posła Wielkiej Brytanii.

## Rewolucja Xinhai i abdykacja cesarza

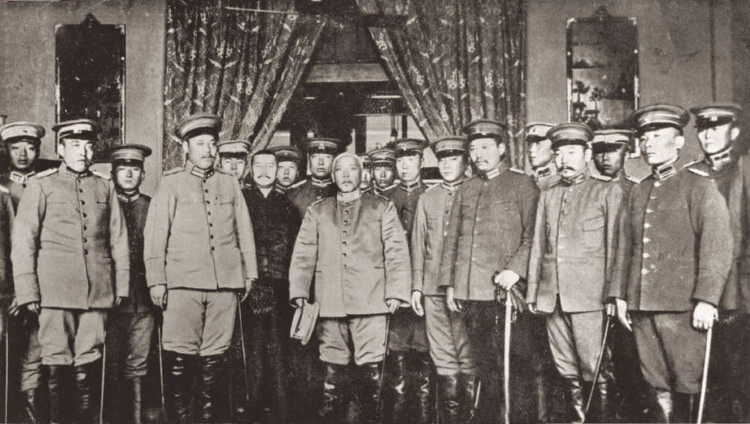
Zaprzysiężenie Yuana na drugiego prezydenta Republiki Chińskiej

Po wybuchu rewolucji Xinhai i klęskach armii cesarskiej Yuan 14 października 1911 został mianowany gubernatorem prowincji Hubei. Otrzymał zadanie stłumienia wystąpień rewolucyjnych na tym obszarze. Odmówił, motywując swoją decyzję chorobą nóg. 27 października mianowano go również głównodowodzącym wojsk cesarskich w dorzeczu Jangcy. Yuan zwlekał, czekając na spełnienie jego wszystkich żądań. Ostatecznie przyjął proponowane stanowiska, uprzednio wymusiwszy na rządzie cesarskim przyznanie mu nadzwyczajnych prerogatyw (między innymi oddano do jego wyłącznej dyspozycji kadry dowódcze wojska oraz przyznano prawo do nieograniczonych wydatków na cele służbowe). 2 listopada otrzymał stanowisko dowódcy rojalistycznej armii polowej, a 16 listopada stanął na czele rządu.
Armia pod dowództwem Yuana rozgromiła siły rewolucjonistów pod Hankou i Hanyang. Yuan nie poprowadził jednak decydującego uderzenia na ognisko rewolucji w Wuhanie, lecz w porozumieniu z konsulem brytyjskim Johnem Jordanem zaczął prowadzić własną politykę, doprowadzając w grudniu do zawieszenia walk i rozpoczęcia negocjacji z rewolucjonistami. Początkowo próbował przekonać stronę republikańską do akceptacji monarchii konstytucyjnej, jednak po proklamowaniu 1 stycznia 1912 Republiki Chińskiej z prezydentem Sun Jat-senem, chcąc utrzymać wpływ na republikanów, zdecydował się na jak najszybsze przekonanie dworu do abdykacji.
16 stycznia 1912 złożył na dworze cesarskim petycję zawierającą wezwanie do abdykacji dynastii mandżurskiej. 17 i 19 stycznia nad wnioskiem debatowali najważniejsi członkowie domu panującego. Arystokracja mandżurska nadal pokładała w nim wielkie nadzieje. Dowodem tego było nadanie mu tytułu markiza pierwszej klasy. Utrzymując doskonałe relacje z monarchistami, nie zaniedbywał rokowań z politykami republikańskimi. Pod koniec stycznia 1912 w tajnym porozumieniu Sun Jat-sen zaproponował zrzeczenie się prezydentury na rzecz Yuana, jeżeli ten doprowadzi do abdykacji Qingów.
27 stycznia, na polecenie Yuana, grupa 47 generałów Armii Beiyang w oficjalnej depeszy zażądała abdykacji cesarza.
Yuan przekonał następnie cesarzową Longyu, że monarchii nie da się już uratować i wynegocjował warunki abdykacji, do której doszło 12 lutego 1912. 10 marca 1912 Yuan został drugim prezydentem Republiki Chińskiej, a po ustąpieniu Sun Jat-sena 1 kwietnia jedynym prezydentem.

## Dyktatura
W lutym 1913 odbyły się wybory, w których zwycięstwo odniósł Kuomintang. Jego przywódca, Song Jiaoren, wskazywany był jako kandydat na premiera. 20 marca 1913 w Szanghaju został śmiertelnie postrzelony przez wynajętego przestępcę. Za zabójstwem stał Yuan Shikai, który już wcześniej próbował przekupić Songa.
Po morderstwie Songa, Yuan przystąpił do rozprawy ze zwycięskim Kuomintangiem. Najpierw 27 kwietnia 1913, wbrew konstytucyjnym procedurom, z pominięciem zgody parlamentu, zaciągnął od mocarstw rozłożoną na 47 lat pożyczkę w wysokości 25 milionów funtów, a następnie przystąpił do dymisjonowania kuomintangowskich gubernatorów prowincji. Sześć południowych prowincji wystąpiło przeciwko Yuanowi, rozpoczynając zbrojny opór nazywany „drugą rewolucją”. Siły Kuomintangu były jednak nieliczne i słabo uzbrojone, nie spotkały się także z poparciem społecznym i niezdolne do rzeczywistego oporu, ostatecznie poniosły klęskę wraz z upadkiem Nankinu 2 września 1913. Sun Jat-sen uciekł do Japonii.
6 października 1913 Yuan zmusił zastraszony parlament do ponownego wyboru prezydenta. Na jego polecenie deputowanych zamknięto w sali posiedzeń, pozbawiając również posiłków. Mimo podjętych przezeń środków nacisku jego kandydatura uzyskała wymaganą większość 75% dopiero w trzecim głosowaniu. 4 listopada ostatecznie zdelegalizował Kuomintang i usunął jego posłów z parlamentu. 10 stycznia 1914 rozwiązał, pozbawiony już realnej władzy, parlament oraz zgromadzenia prowincjonalne. Miejsce parlamentu zajęła Rada Ustawodawcza, która 1 maja 1914 uchwaliła nową konstytucję, dającą prezydentowi nadzwyczajne uprawnienia i nieograniczoną możliwość reelekcji.
Po rozwiązaniu zgromadzeń prowincjonalnych, Yuan zlikwidował samorządność prowincji, wprowadzając do nich wojsko i ustanawiając wojskowych gubernatorów. Jednocześnie nie interesował się zupełnie faktem, że Tybet i Mongolia Zewnętrzna, korzystając z zamętu w Chinach, ogłosiły niepodległość. Olbrzymie dochody z podporządkowanych bezpośrednio rządowi prowincji i zagranicznej pożyczki wykorzystał na demobilizację połowy armii (blisko 100 tys. do 44 tys.) oraz rozbudowę systemu edukacji. Dwuznaczne posunięcia Yuana (z jednej strony dbał o rozwój handlu, z drugiej strony zniósł wolność słowa i wprowadził ścisłą cenzurę) sprawiły, że społeczeństwo nie występowało wprost przeciwko dyktaturze.

## Restauracja cesarstwa i śmierć

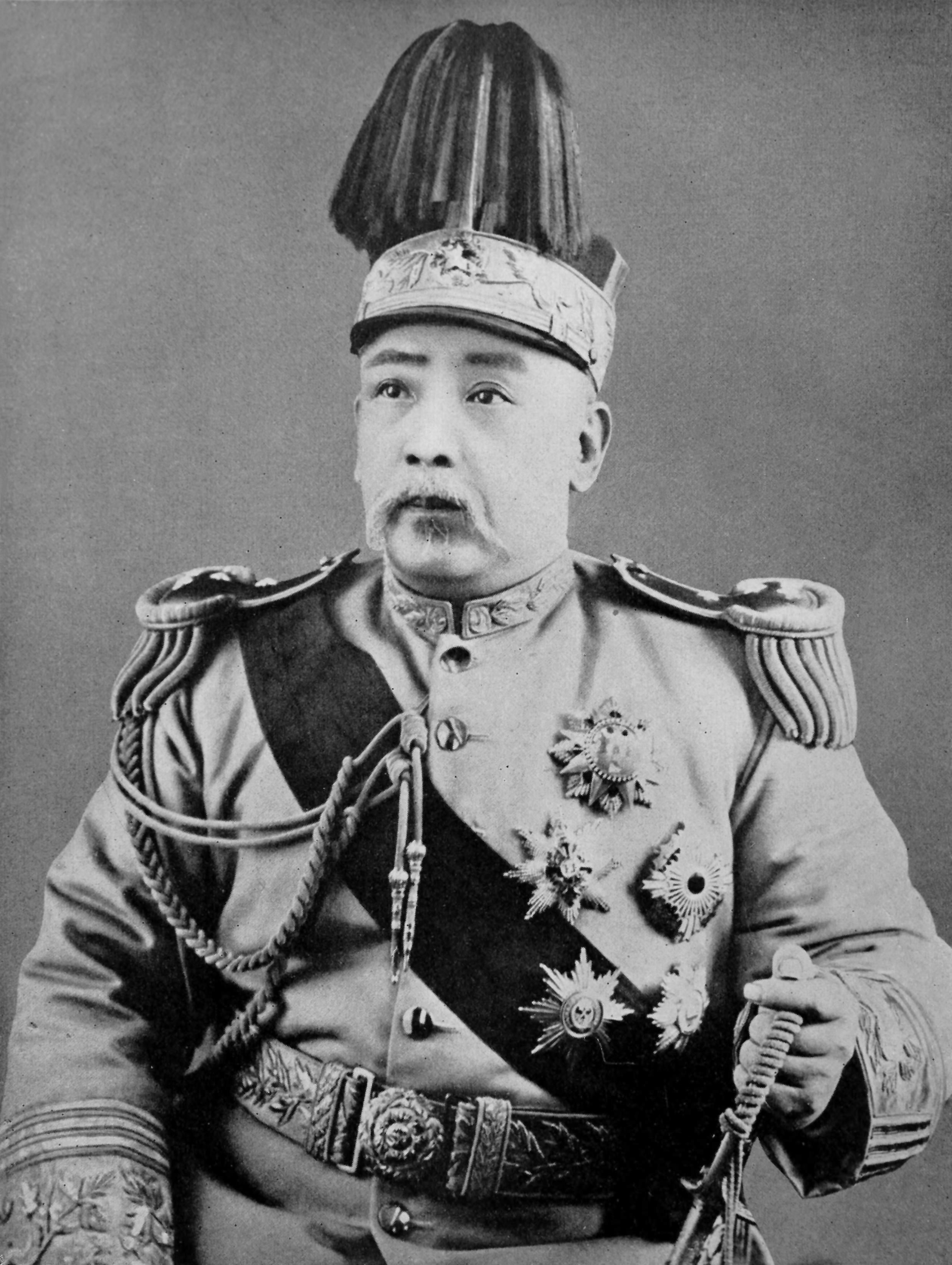
Yuan jako cesarz Chin

Kres niezakłóconemu wcześniej funkcjonowaniu dyktatury Yuana przyniosła I wojna światowa. Po jej wybuchu Chiny ogłosiły neutralność, a znajdujące się na chińskim wybrzeżu kolonie niemieckie (Jiaozhou i Qingdao) zostały zajęte przez Japończyków. 18 stycznia 1915 poseł japoński przekazał Yuanowi tzw. Dwadzieścia jeden żądań, które zawierały postulaty scedowania na Japonię niemieckich koncesji oraz nadanie temu krajowi przywilejów handlowych w Chinach i zawarcie sojuszu wojskowego. Po protestach amerykańskich Japończycy usunęli żądanie sojuszu wojskowego i Yuan, przy sprzeciwie chińskiego społeczeństwa, 25 maja 1915 przyjął japońskie żądania.
Przyjęcie przez Yuana japońskich żądań spowodowało wybuch niezadowolenia społecznego i niszczenie japońskich towarów. Sam zaś Yuan, uznający ich akceptację za swój wielki sukces, postanowił sięgnąć po pełnię władzy, a następnie przystąpić do wojny światowej. W kontrolowanej przez władzę prasie zaczęły pojawiać się postulaty przywrócenia monarchii. W listopadzie przeprowadzono sterowane „referendum” – we wszystkich prowincjach zwołano zgromadzenia ludowe, które ogłosiły petycje z żądaniem przyjęcia przez Yuana tytułu cesarskiego.
11 grudnia 1915 wyniki „referendum” zostały oficjalnie zatwierdzone. Następnego dnia odbyła się uroczysta intronizacja Yuana, który rozpoczął rządy jako cesarz Hongxian (洪憲).
Restauracja monarchii spowodowała powszechny sprzeciw. Większość dowódców wojskowych potępiła ten krok, a już pod koniec grudnia gubernator Junnanu Cai E ogłosił niezależność od Pekinu. Wkrótce potem posłuszeństwo nowej władzy wypowiedzieli gubernatorzy prowincji Kuangsi, Kuejczou i Guangdong. Kraj zaczął pogrążać się w chaosie, poszczególni dowódcy wojskowi kolejno buntowali się, na skutek czego Yuan stracił całkowicie kontrolę nad armią.
W obliczu powszechnego buntu 22 marca 1916 Yuan oficjalnie uznał restaurację monarchii za niebyłą i przywrócił ustrój republikański. Nie zrezygnował jednak z władzy, co doprowadziło do secesji kolejnych prowincji: Syczuanu, Henanu i Zhejiangu. Próbując ustabilizować sytuację, powołał na nowego premiera Duan Qiruia. Jednak w dniu 6 czerwca 1916 Yuan Shikai zmarł na mocznicę.

## Ocena
Yuan jest jedną z najbardziej kontrowersyjnych postaci w chińskiej historii. Przedstawiany jako podwójny zdrajca – zarówno cesarza, jak i republiki.
Podkreśla się jego reformatorskie poglądy i wielkie zasługi w reformowaniu armii. Z drugiej strony jego dążenie do władzy i późniejsza próba obwołania się cesarzem doprowadziły do chaosu, uniezależnienia się lokalnych watażków wojskowych i wojen domowych, trwających aż do zwycięstwa komunistów w 1949.